# Wolfgang Gäbelein
Wolfgang Gäbelein (* 30. April 1960 in Weiden in der Oberpfalz) ist ein Generalmajor außer Dienst der Luftwaffe der Bundeswehr. Er war in letzter Verwendung der Amtschef des Planungsamtes der Bundeswehr.

## Militärische Laufbahn

### Ausbildung und erste Verwendungen
Gäbelein trat 1979 in die Bundeswehr ein und absolvierte bis 1980 die Ausbildung zum Luftwaffenoffizier in der 6. Inspektion der Offizierschule der Luftwaffe in Fürstenfeldbruck. Von 1980 bis 1983 absolvierte er ein Studium der Luft- und Raumfahrttechnik an der Universität der Bundeswehr München. Es folgte 1983 bis 1986 eine Verwendung als Leiter Stabsgebiet 3 Einsatz, Organisation in der Luftwaffenwerft 23 in Diepholz. Von 1988 bis 1991 war er Staffelchef der Wartungsstaffel im Hubschraubertransportgeschwader 64 in Ahlhorn. Von 1991 bis 1993 nahm er am 36. Generalstabslehrgang (Luftwaffe) an der Führungsakademie der Bundeswehr in Hamburg teil.

### Dienst als Stabsoffizier
Die erste Verwendung als Stabsoffizier führte Gäbelein 1993 als Abteilungsleiter A4 Logistik zur 5. Luftwaffendivision nach Strausberg (Eggersdorf). Nach Umgliederung besetzte er bis 1995 denselben Dienstposten bei der 3. Luftwaffendivision in Gatow. Es folgte 1995 bis 1997 eine Verwendung als Gruppenleiter S 3 I Einsatz, Organisation, Ausbildung im Materialamt der Luftwaffe in Köln. Von 1997 bis 1999 schloss sich eine Verwendung als Referent V 1/ Fü L II 3/ Fü L II 1 Grundsatz Struktur und Betrieb Logistisches System Luftwaffe im Führungsstab der Luftwaffe in Bonn an. 1999 war er auch kurz als Referent Controlling beim Chef des Stabes im Führungsstab der Luftwaffe, Generalmajor Hans-Günter Schröfel eingesetzt. Im selben Jahr noch wurde er Luftwaffenadjutant beim Generalinspekteur der Bundeswehr der Generale Hans-Peter von Kirchbach und später Harald Kujat. Von 2001 bis 2003 führte er als Kommandeur die Technische Gruppe des Jagdbombergeschwaders 32 in Lechfeld. Es folgte 2003 bis 2004 eine Stabsverwendung als Abteilungsleiter G3 Einsatz, Organisation, Ausbildung im Wehrbereichskommando IV Süddeutschland in München. Danach folgte eine Versetzung nach Potsdam, wo Gäbelein 2004 bis 2005 als Abteilungsleiter J4 Logistik, Unterbringung im Einsatz, Schutzaufgaben, von 2005 bis 2006 als Bereichsleiter Unterstützung, und 2006 bis 2008 als Stellvertretender Chef des Stabes im Einsatzführungskommando der Bundeswehr eingesetzt wurde. Von 2008 bis 2012 war er Referatsleiter Fü S VI 1 Controlling Bundeswehrplanung, Hauptprozessverantwortung Bundeswehrplanung, Bundesrechnungshofangelegenheiten im Führungsstab der Streitkräfte in Bonn. Es folgte 2012 bis 2013 eine ministerielle Verwendung als Referatsleiter Plg III 2 Planungsvorgaben, Controlling im Bereich Planung in der Abteilung Planung im Bundesministerium der Verteidigung, mit Dienstsitz Bonn.

### Dienst als General
Im Jahr 2013 wurde Gäbelein Stellvertretender Kommandeur im Logistikkommando der Bundeswehr in Erfurt. Damit verbunden war die Beförderung zum Brigadegeneral. Ein Jahr später bereits übergab er diesen Dienstposten an Oberst Gerald Funke und wechselte zurück ins Verteidigungsministerium nach Bonn, wo er als Unterabteilungsleiter Planung I Zukunftsentwicklung Bundeswehr eingesetzt wurde. Von 2015 bis Januar 2019 wurde er als Unterabteilungsleiter Führung Streitkräfte (FüSK) II Unterstützungsaufgaben im Ministerium (ebenso mit Dienstsitz in Bonn) eingesetzt, diesen Dienstposten übergab er an Brigadegeneral Stefan Lüth. Nach mehreren Monaten Vorbereitung auf die Folgeverwendung im Planungsamt der Bundeswehr, u. a. bei BwConsulting, nahm er zum 28. Juni 2019, als Nachfolger von Konteradmiral Thomas Jugel, seinen aktuellen Dienstposten als Amtschef des Planungsamtes der Bundeswehr in Berlin ein, womit auch die Beförderung zum Generalmajor einherging. Am 20. März 2025 übergab er die Führung des Planungsamtes der Bundeswehr an Generalmajor Stefan Lüth. Gäbelein trat nach 46 Dienstjahren mit Ablauf des Monats in Ruhestand.

### Auslandseinsätze
- 07/95 bis 09/95 Stellvertretender Abteilungsleiter A4 Logistik, Gefechtsstand Einsatzgeschwader 1, Vicenza, Italien
- 10/12 bis 02/13 Deputy Chief of Staff Support Regional Command North und stellvertretender Kommandeur 29./30. Deutsches Einsatzkontingent ISAF, Mazar-e Sharif, Afghanistan